# Argaios II av Makedonien
Argaios II av Makedonien (klassisk grekiska: Ἀργαῖος Βʹ), född innan 410 f.Kr., död efter 359 f.Kr., var en tronpretendent till den makedoniska kronan, som tillfälligt tog makten 393 f.Kr. ifrån kung Amyntas III och regerade i två år.